# Mashi
Die Mashi sind ein Clan der Lozi in Namibia. Sie sind eng mit den Mafwe verbunden, dessen Sprache Fwe sie sprechen.
Die Mashi gehören zu den Caprivianern, die in der ehemals gleichnamigen Region Sambesi im äußersten Nordosten des Landes leben. Ihr Siedlungsgebiet war von 1976 bis 1990 das Homeland Ostcaprivi.
Sie werden von einem König, dem Fumu, seit 2004 Joseph Tembwe Mayuni, angeführt. Dieser steht der Traditionellen Verwaltung mit Hauptsitz in Choi vor. Sie lehnen eine staatliche Unabhängigkeit des Caprivizipfels, anders als andere traditionelle Gruppen, ab.
Die Mashi verwalten seit 2003 die touristisch wichtigen Conservancies Mashi und Mayuni am Kwando mit einer Fläche von knapp 460 Quadratkilometern und etwa 4700 Einwohnern (Stand 2011).